# Bovenija
Bovenija (lat. Bowenia), rod cikada iz porodice Zamiaceae. Pripada mu dvije priznate vrsta koje rastu u Queenslandu, Australija.

## Vrste
1. Bowenia serrulata (W.Bull) Chamb.
2. Bowenia spectabilis Hook. ex Hook.f.